# Emmanuel Coppieters de ter Zaele
Emmanuel Léon Xavier Claire Théodore Ghislain Coppieters de ter Zaele (Sint-Kruis, 1 januari 1925 - Brugge, 5 juni 1993) was een Belgisch hoogleraar en edelman. Hij behoorde tot de adellijke familie Coppieters. Hij erfde de riddertitel van zijn vader.

## Levensloop
Emmanuel was een zoon van majoor Georges Coppieters, uit de familietak van Albert Coppieters. Zijn moeder was Jeanne de Halleux. Hij was een enige zoon.
Hij volbracht zijn lagere school bij de Broeders Xaverianen in Brugge en zijn middelbare studies aan de Abdijschool in Sint-Andries. In 1942 begon hij de rechtenstudies aan de universitaire faculteiten in Namen. In 1943 werd hij werkweigeraar en dook onder in Marche-en-Famenne, waar hij deelnam aan de clandestien door de universitaire faculteiten georganiseerde examens, ook in 1944. Terug in Loppem in de zomer van dat jaar, sloot hij aan bij het Geheim Leger, afdeling Brugge-Oostende, en nam deel aan het gevangennemen van Duitse soldaten.
Hij trad als vrijwilliger in militaire dienst onmiddellijk na de oorlog en werd officier-vertaler Duits en Engels bij het 8th Corps Liberation Army en bij het British Military Government in Germany.
In 1946 hernam hij zijn studies in Leuven en nam volop deel aan het studentenleven. Hij woonde er in het Huis Karel de Goede, opgericht door graaf Adhémar d'Alcantara en Paul Meyers, waar Franstaligen en Nederlandstaligen elkaar ontmoetten. In 1947-1948 behoorde hij tot de leiding van het Katholiek Vlaams Hoogstudentenverbond. Van 1949 tot 1952 was hij voorzitter van de Benelux Students Association in Great Britain en woonde opeenvolgend in Connaught Hall (Londen) en Cumberland Lodge (in het domein van het kasteel van Windsor).
Hij promoveerde tot doctor in de rechten (1947), doctor in de economische wetenschappen (1955) en master in economics (1952), en werd honorary fellow van de London School of Economics.
In 1952 trouwde hij met Louise de Streel (1928-2015), dochter van advocaat André de Streel, lid van de Heraldische Raad, en van Germaine Diercxsens. Het huwelijk werd in 1976 burgerlijk ontbonden en, hoewel ze vier kinderen hadden, in 1977 ook kerkelijk ontbonden. Hij hertrouwde, in 1982 kerkelijk in Vught (Nederland) en in 1990 burgerlijk in Zedelgem (België) met Agnès De Munter (°1947), doctor in de pedagogische wetenschappen, gewoon hoogleraar aan de Katholieke Universiteit Leuven.
Na korte tijd advocaat te zijn geweest, werd vanaf 1954 zijn belangrijkste activiteit de leiding, eerst als directeur, vervolgens als directeur-generaal (1954-1991) van het Koninklijk Instituut voor Internationale Betrekkingen in Brussel, een verzamelplaats voor politici, hogere ambtenaren en diplomaten in Brussel rond internationale vraagstukken. Hij publiceerde er het tweemaandelijks tijdschrift Chronique de politique étrangère en was de Belgische redacteur voor het Nederlands-Belgisch tijdschrift Internationale Spectator, tijdschrift voor internationale politiek. Daarnaast werd hij hoogleraar aan de faculteit economische wetenschappen van het Rijksuniversitair Centrum Antwerpen, docent aan de Koninklijke Militaire School (1963-1966), gasthoogleraar aan de internationale universiteit in Luxemburg en aan het instituut voor politieke wetenschappen aan de Universiteit van Madrid.
In 1962 werd hij bankrevisor en trad op voor de Société française de banque et de dépôts, voor de Bank van Sint-Mariaburg, voor American Express in België en voor Europabank in Gent. 
Verder was hij:
- consul-generaal in België (1961-1993) en minister-zaakgelastigde bij de Europese gemeenschappen (1973-1978), voor Honduras,
- reserve-luitenant-kolonel bij de pantsertroepen,
- lid van de Koninklijke Academie voor Overzeese Wetenschappen,
- raadsheer voor de Belgische Buitenlandse Handel,
- gouverneur van de Europese Stichting voor Cultuur en secretaris-generaal van de Belgische sectie,
- lid van de Hoge Raad voor de Statistiek,
- lid van de Belgische Commissie voor UNESCO.

Ook lokaal speelde Coppieters een rol:
- voorzitter van de Culturele Kring van het Houtland,
- stichtend voorzitter van de Heemkundige kring van Loppem,
- voorzitter van de CVPafdeling Loppem en lid van het bestuur van CVP arrondissement Brugge,
- erevoorzitter van de Nationale Oudstrijdersbond, afdeling Loppem.

## Eretekens
Coppieters was dol op eretekens.
Hij was:
- ridder van eer en devotie in de Orde van Malta;
- commandeur in de ridderorde van het Heilig Graf.

Burgerlijke en militaire eretekens:
- grootofficier in de Kroonorde,
- commandeur in de Leopoldsorde,
- Burgerlijk kruis eerste klas,
- Medaille van de Weerstand,
- Medaille van oorlogsvrijwilliger,
- Medaille voor werkweigeraars,
- grootofficier in de Orde van Morazan (Honduras),
- grootofficier in de orde van Vladimirescu (Roemenië),
- commandeur in de Orde van Oranje Nassau,
- officier in de Orde van Verdienste (Luxemburg),
- officier in de Orde van Verdienste (Senegal),
- officier in de Orde van Verdienste (Spanje),
- officier in de Orde van Gregorius de Grote (Heilige Stoel),
- officier in de Nationale Orde (Rwanda),
- officier in de Orde Polonia Restituta (Polen),
- ridder in de Orde van de Luipaard (Zaïre).

## Publicaties
- English Bank Note Circulation 1694-1954, London, 1955.
- L'accord monétaire européen : les progrès de la convertibilité des monnaies, 1959.
- Rwanda naar de onafhankelijkheid, Brussel, 1962.
- (samen met Charles VAN RENYNGHE DE VOXVRIE) Histoire professionnelle et sociale de la Famille Coppieters 1550-1965, 2 volumes, Brugge, 1966-1968.
- Protocol : nationaal en internationaal : hoffelijkheid, briefwisseling, voorrang, volkslied, bevlagging, kledij, eretekens, Kortrijk, UGA, 1988.